# Johan Hallen
Johan Hallen (* 16. Juni 1588 in Strängnäs als Johan Hallenus; † Februar 1659) war ein schwedischer Diplomat und Regierungsrat in Schwedisch-Pommern.

## Leben
Johan Hallenus unternahm in seiner Jugendzeit mehrere Auslandsreisen, studierte Rechtswissenschaften und wurde zum Dr. iur. promoviert. 1625 wurde er Hauslehrer (Gouverneur) für Ture Bielke (1606–1648), den Sohn des Reichsrates Nils Bielke (1569–1639), und dessen Cousin Sten Svantesson Bielke. 
Beim Eintritt Schwedens unter Gustav II. Adolf in den Dreißigjährigen Krieg war er Sekretär der Feldkanzlei des Königs und folgte diesem mit zwanzig Kanzleischreibern ins Heilige Römische Reich. Nach der Besetzung Pommerns durch die Schweden war er von 1632 bis 1639 Resident in Stralsund und Assistenzrat für Vorpommern beim schwedischen Generalgouverneur. 1639 wurde er Regierungsrat bei der Schwedischen Regierung in Pommern. 1642 arbeitete er zusammen mit Alexander Erskein an der Einrichtung des Hofgerichts in Greifswald. 1646 führte er zusammen mit den Räten Gerdt Anton Rehnskiöld und Friedrich Bohl eine Visitation der Universität Greifswald durch.
1646 wurde er in den schwedischen Adelsstand erhoben.
Seine Tochter Anna war mit Joachim Friedrich Edling verheiratet. Seine zweite Tochter Margaretha heiratete Michael Vieth, geadelt als von Strahlenheim.